# Eugen Savojski
Eugen Savojski (Pariz, 18. listopada 1663. – Beč, 21. travnja 1736.), bio je princ, austrijski vojskovođa i državnik. Smatran je najvećim vojskovođom svoga doba. Potječe iz sporedne linije savojske dinastije.

## Vojna karijera

### Uspon
Studirao je matematiku i prirodne znanosti. Stupio je u austrijsku vojsku nakon neuspjelog pokušaja da bude primljen u francusku vojsku. Istaknuvši se u ratovima protiv Turaka kod Beča, Pešte i Beograda i protiv Francuza u Pijemontu postao je general, a 1693. i feldmaršal. Od 1703. do smrti bio je predsjednik Dvorskoga ratnoga vijeća / savjeta. Bio je isto toliko sposoban državnik i političar koliko i vojskovođa pa je imao veliki utjecaj na vođenje poslova u Austriji prve polovine 18. stoljeća.

### Pobjede nad Osmanlijama
Njegove pobjede nad Turcima (predvođenim sultanom) kod Sente 1697., kod Petrovaradina 1716. i kod Beograda 1717. značile su prekid turskih osvajanja u Europi, a rezultati tih pobjeda, Karlovački odnosno Požarevački mir, kojima je Austrija stekla velike dijelove Hrvatske i Slavonije, Banat, današnju sjevernu Srbiju, dio Bosne, Vlaške, Ugarske i Erdelj, značili su učvršćenje Austrije u Podunavlju. Pobjede Eugena Savojskog nad Francuzima u Španjolskom nasljednom ratu (1701. – 1709.) značile su istodobno jačanje austrijskih pozicija u zapadnoj Europi, gdje je Francuska bila u prvom planu političkih zbivanja.

### Srbija
Znatno je utjecao na uređenje Srbije za vrijeme austrijske vladavine 1718. – 1739. U Beogradskoj tvrđavi ostala je kapija princa Evgenija, a donedavno su postojali i ostatci njegovoga dvora na Dorćolu u Beogradu.

### Pohod na Sarajevo
Šestoga listopada 1697. godine sa 6500 ratnika (4000 kopljanika, 2500 pješaka s puškama, 12 malih topova i dva mužara) krenuo je iz Osijeka i prešavši rijeku Savu kod Broda započeo kratkotrajni napad na Bosnu. Za jedanaest dana stigao je do Visokog koje je opljačkao i zapalio. Dne 22. listopada princ Eugen šalje u Sarajevo trubača i barjaktara, sa zahtjevom da se grad preda i izbjegnu žrtve. U pismu koje je uputio vlastima Sarajeva stoji:
 Mi, Eugen Princ, vojvoda od Savoje i Piemonta, vitez zlatnog runa i generalni feldmaršal Negova Veličanstva rimskog cara i ugarskog i češkog kralja, glavni zapovjednik jedne dragunske pukovnije i zapovjedni general glavne vojske Njegova Veličanstva, koja je u ratu s otomanskom Portom, ovim dajemo na znanje odličnim građanima i svim stanovnicima, da se, pošto smo Božjom milošću s istom ovom vojskom 11. rujna ove godine pobijedili velikog sultana u logoru kod Sente na Tisi, nalazimo ovdje u provinciji Bosni i da smo u blizini plemenite varoši Sarajeva, pošto smo pobjedničkim oružjem Njegovog carskog i kraljevskog Veličanstva, premilostivog našeg gospodara sretno osvojili sve pozicije i utvrde na koje smo naišli, i da uslijed toga naše dalje prodiranje tim manje ima zapreka, što smo već stigli do ravnice.
Kako nismo došli u ovu zemlju s namjerom da pravednom carskom oružju žrtvujemo još ljudske krvi, nego da i one koji traže milost i hoće da se pokore rimskom caru a ljubavlju i dobrotom pripazimo, odlučili smo se iz osobitih obzira prema Sarajevu da ovo pismo pošaljemo s napomenom, ako želite da se spasite od zla, da nam pošaljete jednoga ili više izaslanika, ali odmah, jer ćemo inače mi bez oklijevanja nastaviti svoj pohod, a onda nećemo ništa uvažiti, jer neće biti vremena za to, da se nanovo sporazumijevamo kada se sa svojom vojskom primaknemo bliže.
Ova naša opomena učinjena je u dobroj namjeri, ali izjavljujemo, ako se ona ne uvaži, i ako ostanete uporni, da će se naša dobrota izvrgnuti u strogost, pa ćemo sve uništiti mačem i vatrom. Nećemo poštediti ni dijete u majčinoj utrobi jer je pripravljeno i teško topništvo.
Neka se nitko ne zavarava slabom nadom u otpor, jer se dobro još sjećamo koliko je osmanske krvi proliveno u ovom pohodu i kako je ovih prošlih dana postupano s onima koji su se oduprli našem moćnom oružju, tako da je i čehaja bosanskog paše morao pobjeći.

Mi ponavljamo svoju dobronamjernu opomenu i uvjeravamo vas da ćemo dati sigurnu pratnju i za ovamo i za tamo onima koje nam vi pošaljete.
Nakon što je njegovo pismo ostalo bez odgovora, a trubač i barjaktar napadnuti i opljačkani, princ Eugen zapovjeda napad na grad. Tijekom napada, grad je opljačkan i zapaljen. Zbog dolaska zime, austrijska vojska se vraća u Osijek. S njom je Bosnu napustilo oko 40.000 katolika. Oni su se naselili u opustošenoj Slavoniji nakon protjerivanja Turaka. Poslije tog egzodusa, katolici su postali najmanja vjerska skupina u Bosni, dok na drugo mjesto, iza muslimana, dolaze pravoslavci.
Pohod na Sarajevo značio je kraj za sarajevsku katoličku četvrt.

## Belvedere
Potkraj života sudjelovao je s manje uspjeha i u Ratu za poljsku baštinu. Neko vrijeme bio je carski namjesnik u Italiji i Flandriji. U svom dvorcu Belvedere (tal.: "lijep vidik") u Beču skupio je vrijednu zbirku umjetničkih djela i veliku knjižnicu. Porijeklom Talijan, po odgoju Francuz, postao je jedna od najistaknutijih osoba u Austriji, ratujući pod devizom "Austrija iznad svega".

## Belje
Godine 1697. austrijski car Leopold I., u skladu s tadašnjim običajima, a za posebne zasluge u pobjedi nad Turcima kod Sente, podario mu je imanje u južnoj Baranji. U sklopu imanja nalazilo se 13 sela, kojima je kasnije dodano još 6 sela, površine oko 800 km². Za sjedište imanja vlasnik je izabrao selo Bilje, gdje je između 1707. i 1712. sagradio Dvorac. Cijelo imanje dobilo je ime Belje po mađarskom izgovoru imena tog sela (Bellye).
Poslije smrti Eugena Savojskog, koji je bio neženja i nije imao izravnih nasljednika, počev od 1736. pa do kraja Prvog svjetskog rata, Belje je bilo naizmjenično u vlasništvu austrijskog dvora i pojedinih pripadnika njegovog plemstva.

## Nasljeđe
U svim konzultiranim hrvatskim enciklopedijama i leksikonima Eugen Savojski je naveden pod tim imenom. Međutim, u "Glasu Slavonije" i u povijesnim knjigama nekih autora (npr. Davorina Taslidžića) ispred imena Eugen dodaje se ime Franjo, a prezime se piše i u obliku Savoyski.
Eugena Savojskog spominje i Anto Gardaš u svom romanu Duh u močvari (str. 161): "Kad su ga na Bečkom dvoru zapitali što želi kao nagradu za pobjedu nad Turcima, odgovorio je da bi želio posjed u Baranji poznat pod imenom Kopački rit. I dobio ga je. Tu nedaleko sagradio je dvorac..."

### Romani i poeme
Roman Bizarij Jasne Horvat (Naklada Ljevak, Zagreb, 2009.) donosi priču Zaključne veze sestrične princa Eugena od Savoje i Pijemonta, a u kazalu likova na samom kraju romana i životopis Eugena od Savoje. O Eugenu od Savoje Jasna Horvat navodi Eugenovu strast za stvaranjem (Bizarij, str. 269.): "Dvadesetih godina Osĳekom je harala kuga. Eugen je držao, otpor ovoj epidemĳi može pružiti jedino život u uzgonu. Kada je bolesti podlegnuo general Petrash, Eugen je naložio izgradnju zgrade vojnog zapovjedništva – Generalatshausa, a kasnĳe i vojarne – Generalatkasserne na sjevernoj strani glavnog tvrđavskog trga. Tugu je pokazivao sebi svojstvenim načinom... Kašljao je i zidao..."
Savojskome je Horvat posvetila i poemu Ars Eugenium (Institut Andizet, Osijek, 2019.), spjevanu u čast njegovoj ulozi u uspostavljanju suvremenog Osijeka. Po prvi put javno je prikazana 2018. godine na Ekonomskom fakultetu u Osijeku. Poemu je 2019. godine uglazbio Luka Gotovac, ispjevao i odglumio Filip Sever, a režirao Robert Raponja. Praizvedba "igre s pjevanjem i nazdravljanjem" Ars Eugenium prikazana je na gala Vodikovoj svečanosti 12. travnja 2019. na Ekonomskom fakultetu u Osijeku, a u okviru Kreativne riznice - popularizaijskog simpozija kreativne industrije.[nedostaje izvor]
Roman OSvojski napisala je Horvat 2019. godine, a posvećen je ulozi Eugena Savojskog u izgradnji suvremenog Osijeka i niza gradova utvrda.Jasna Horvat roman strukurira u osam poglavlja slijedeći podjelu igraćih karata i šahovskih figura čijim je igrama bio sklon glavni junak Eugen Savojski. Roman je nadogradnja autoričina romana Bizarij iz 2009. godine i poeme Ars Eugenium iz 2018. godine. Dobitnik je Nagrade Josip i Ivan Kozarac za proznu knjigu 2019. godine.

## Ime
| Jezik       | Ime Eugena Savojskog                                                                |
| ----------- | ----------------------------------------------------------------------------------- |
| bošnjački   | Eugen Savojski                                                                      |
| češki       | Evžen Savojský                                                                      |
| danski      | Prins Eugen af Savoyen                                                              |
| engleski    | Prince Eugene of Savoy                                                              |
| francuski   | (François) Eugène de Savoie-Carignan ili François-Eugène, prince de Savoie-Carignan |
| hrvatski    | Eugen Savojski                                                                      |
| japanski    | プリンツ・オイゲン                                                                  |
| mađarski    | Savoyai Jenő                                                                        |
| nizozemski  | Eugenius van Savoye                                                                 |
| norveški    | Eugene av Savoie                                                                    |
| njemački    | Eugen von Savoyen ili Franz Eugen, Prinz von Savoyen-Carignan                       |
| poljski     | Eugeniusz Sabaudzki                                                                 |
| rumunjski   | Eugen de Savoia                                                                     |
| ruski       | Евгений Савойский                                                                   |
| slovački    | Eugen Savojský                                                                      |
| slovenski   | Evgen Savojski                                                                      |
| srpski      | Eugen Savojski (Еуген Савојски) ili Evgenij Savojski ili Evgenije Savojski          |
| španjolski  | Eugenio de Saboya ili Francisco Eugenio, Principe de Saboya-Carignan                |
| švedski     | Eugen av Savojen                                                                    |
| talijanski  | Eugenio di Savoia                                                                   |
| vijetnamski | Eugene xứ Savoy                                                                     |